# Мађон Фузини (Падова)
Мађон Фузини је насеље у Италији у округу Падова, региону Венето.
Према процени из 2011. у насељу је живело 143 становника. Насеље се налази на надморској висини од 25 м.